# نظرية القيمة

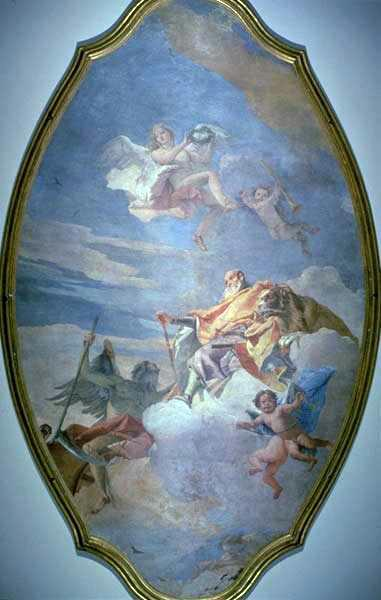

تُشير نظرية القيمة (بالإنجليزية: Value theory)‏ إلى مجموعة من الطرق لفهم كيف، ولماذا، وإلى أي درجة يعطي الأشخاص قيمة للأشياء. سواء كان موضوع التقييم هو شخص أو فكرة أو كائن أو أي شيء آخر.
بدأ هذا التحقيق حول القيمة في الفلسفة القديمة، حيث يطلق عليه علم القيم أو الأخلاقيات. وسعت التحقيقات الفلسفية المبكرة لفهم الخير والشر. واليوم فالكثير من نظريات القيمة تطمح إلى التجربة العلمية، وتسجيل ما يقدّره الناس ومحاولة فهم سبب تقديرهم له، في سياق علم النفس وعلم الاجتماع والاقتصاد.
على المستوى العام فإن هناك فرق بين المقدرات المعنوية (الأخلاقية) والمقدرات الطبيعية (المادية). فالأخلاقية هي تلك التي لها علاقة بسلوك الأشخاص، وعادة ما تؤدي إلى الثناء أو اللوم. والطبيعية من ناحية أخرى لها علاقة بالأشياء، وليس بالأشخاص. على سبيل المثال، تعطي كلمة (جيد) في عبارة «فلان لديه شخصية جيدة» إحساسًا مختلفًا تمامًا عن نفس الكلمة في عبارة «هذا طعام جيد».
تركز الأخلاقيات بشكل أساسي على المقدرات الأخلاقية بدلاً من المقدرات المادية، في حين أن الاقتصاد لديه اهتمام بما هو جيد من الناحية الاقتصادية للمجتمع ولكن ليس شخصًا فرديًا، كما أنه مهتم بالمقدرات المادية.